# Aphycomastix annulata
Aphycomastix annulata är en stekelart som beskrevs av De Santis 1972. Aphycomastix annulata ingår i släktet Aphycomastix och familjen sköldlussteklar.
Artens utbredningsområde är Uruguay. Inga underarter finns listade i Catalogue of Life.